# 白井さゆり
白井 さゆり（しらい さゆり、1963年1月2日 - ）は、日本の経済学者。本名は白井早由里（読み同じ）。慶應義塾大学総合政策学部教授（2016年9月 - ）、専門分野は国際経済学、マクロ経済学、アジア経済論、通貨政策。元日本銀行政策委員会審議委員（2011年4月1日 - 2016年3月31日）。
東京都出身。

## 経歴
- 1987年3月 -  慶應義塾大学文学部人間関係学科卒業
- 1989年3月 -  慶應義塾大学大学院経済学研究科修士課程修了（開発経済学専攻）
- 1993年5月 - アメリカコロンビア大学経済学博士(Ph.D.)取得（国際経済学専攻）
- 1993年 - 1998年8月　国際通貨基金(IMF)エコノミスト
- 1998年9月 - 2006年 慶應義塾大学総合政策学部助教授
- 2006年 - 2011年3月 慶應義塾大学総合政策学部教授
- 2007年 - 2008年 フランスパリ政治学院客員教授（国際金融、日本経済、経済統合）
- （時期不明）経済協力開発機構（OECD）ODA調査コンサルタント
- 2011年4月1日 - 2016年3月31日 日本銀行政策委員会審議委員
- 2016年4月1日 - 慶應義塾大学総合政策学部特別招聘教授、アジア開発銀行研究所客員研究員[1]
- 2016年9月 - 慶應義塾大学総合政策学部教授

## 日銀政策委員会審議委員として
2011年4月1日、須田美矢子の後任として日本銀行政策委員会審議委員に就任。
2013年4月4日、金融政策決定会合で「量的・質的金融緩和」の導入に賛成した。
2014年10月31日、金融政策決定会合で「量的・質的金融緩和」の拡大に賛成した。
2016年1月29日の金融政策決定会合では、マイナス金利の導入に「量的・質的金融緩和の補完措置導入直後のマイナス金利の導入は、資産買入れの限界と誤解される惧れがあるほか、複雑な仕組みが混乱を招く惧れがある」として反対した。

## 著作

### 単著
- 『検証 IMF経済政策-東アジア危機をこえて-』東洋経済新報社、1999年4月
- 『カレンシーボードの経済学-香港にみる米ドル連動制の再考』日本評論社、2000年
- 『入門現代国際金融』東洋経済新報社、2002年3月
- 『メガバンク危機とIMF経済政策』角川書店、2002年12月
- 『人民元と中国経済』日本経済新聞社、2004年10月
- 『国際比較くらしと経済 これならわかる 日本の実力』NHK出版、2007年1月
- 『欧州迷走-揺れるEU経済と日本・アジアへの影響―』日本経済新聞社、2009年12月 ISBN：978-4-532-35394-0
- 『欧州激震―経済危機はどこまで拡がるのか―』日本経済新聞社、2010年9月 ISBN：978-4-532-35444-2
- 『ユーロ・リスク』日本経済新聞社、2011年6月　ISBN 978-4-532-26126-9
- 『超金融緩和からの脱却』日本経済新聞出版社、2016年8月
- 『東京五輪後の日本経済: 元日銀審議委員だから言える』小学館、2017年9月
- 『仮想通貨時代を生き抜くための「お金」の教科書』小学館、2019年4月

### 共著
- 『東アジア共同体と日本の針路』青木保,白井早由里,神保謙,浦田秀次郎,福島安紀子, 田中明彦(監修),伊藤憲一、日本放送出版協会　ISBN 978-4-140-81074-3
- 『How to Strengthen Banks and Develop Capital Markets in Post‐Crisis Asia』 吉野直行,白井早由里,吉冨勝,長富祐一郎、慶應義塾大学出版会、2006年7月　ISBN 978-4-766-40998-7

### 講演CD
- 『揺れる欧州経済の深層と日本・アジアへの影響』暦日会パワーレクチャー事務局、2010年05月